# Başaran, Beytüşşebap
Başaran là một xã thuộc huyện Beytüşşebap, tỉnh Şırnak, Thổ Nhĩ Kỳ. Dân số thời điểm năm 2011 là 759 người.